# Sofiane Pamart
Sofiane Pamart (* 25. April 1990 in Hellemmes-Lille) ist ein französischer Pianist und Komponist. Er ist von seiner langjährigen klassischen Ausbildung und seiner ausgeprägten Neigung für die Rap-Kultur beeinflusst.

## Leben
Sofiane Pamart ist mit zwei Geschwistern, Adam und Lina, als Erstgeborener in Hellemmes-Lille aufgewachsen. Seine Mutter, Gymnasiallehrerin, unterrichtet französische Literatur. Sein Vater leitet ein Sprachzentrum für Ausländer. Beide Elternteile stammen aus Bergbaufamilien.
Schon im Alter von drei oder vier Jahren fiel Sofianes musikalische Begabung auf. Seine Mutter meldete ihn, sechsjährig, wie später auch seine Geschwister, am nationalen Konservatorium von Lille an, wo er sechzehn Jahre lang Klavier- und Musikunterricht erhielt und mit einer Goldmedaille abschloss.
Nach seinem Abschluss am Gymnasium und parallel zu seinem Unterricht am Konservatorium studierte Sofiane Pamart Musikwissenschaft an der Universität Lille, später Recht, Wirtschaft und Management an der Universität Lyon II und schließlich Management mit Schwerpunkt Audiovisuell und Livemusik an der EMIC („École de Management des industries créatives“) in Paris.
Im Bereich der klassischen Musik sind Sofiane Pamart's beliebteste Komponisten Frédéric Chopin, Claude Debussy, Maurice Ravel und Robert Schumann. Unter den verstorbenen Pianisten gilt seine Bewunderung insbesondere dem Virtuosen Vladimir Horowitz.
Im Bereich der heutigen Rap-Kultur sind seine Kontakte zahlreich: Scylla, YG Pablo, Koba LaD, Maes, Vald, Laylow u. a., mit denen er zusammenarbeitet, Kompositionen veröffentlicht und dabei Goldene Schallplatten gewann. Ferner kooperiert Sofiane Pamart im Bereich der Elektromusik mit dem Musiker NTO (Minimal Techno).

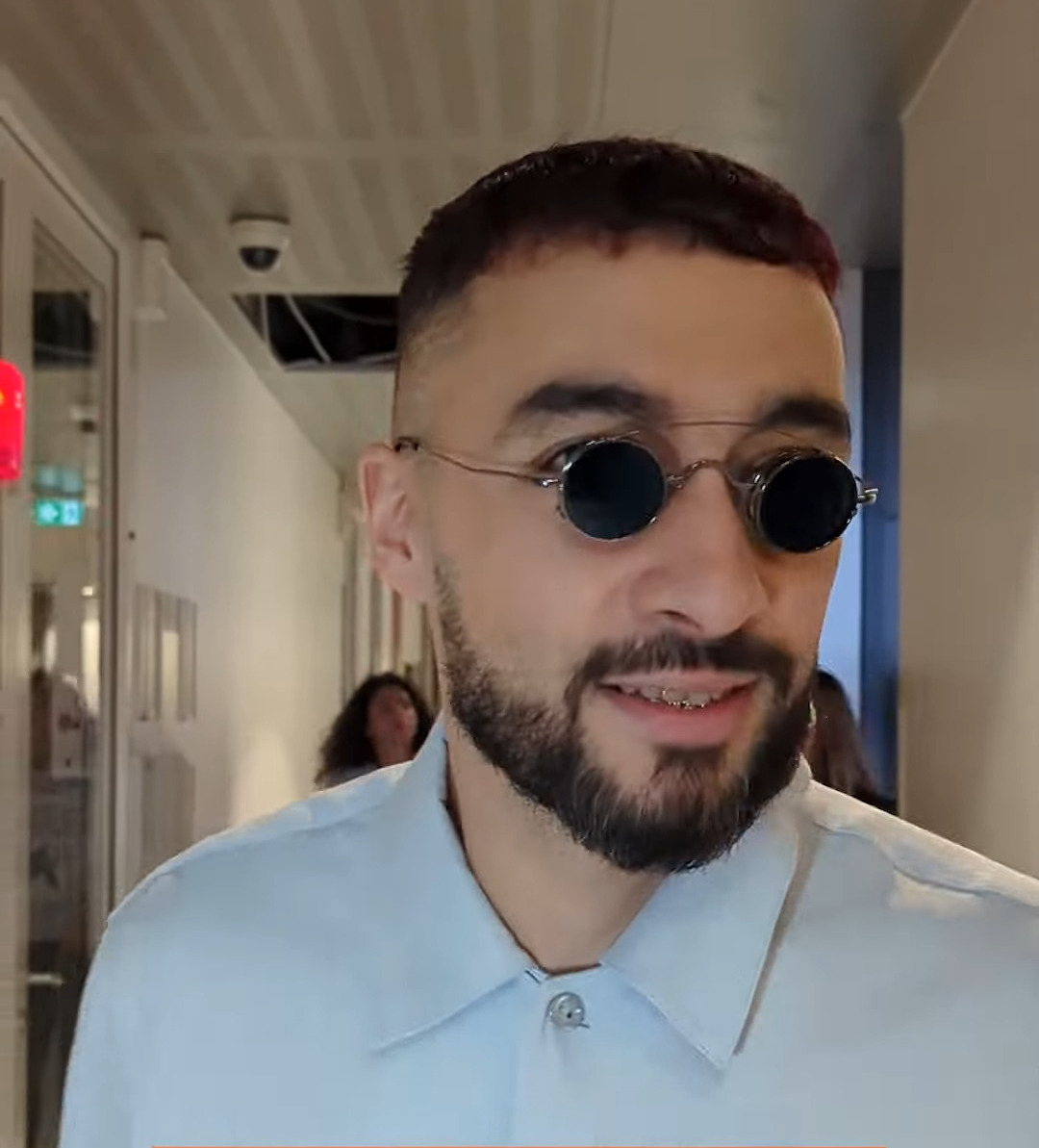
Sofiane Pamart (2023)

Sein erster Auftritt als Solopianist fand im Rahmen des Montreux Jazz Festivals (MJF) 2019 statt. 2020 zählte Sofiane Pamart weltweit zu den zehn am meisten gestreamten klassischen Künstlern. Am 11. und 18. Februar 2022 fanden in der Salle Pleyel in Paris seine zwei ersten Solokonzerte statt, am 17. November 2022 ein weiteres Konzert in der ausverkauften Accor Arena.
Im Frühjahr 2023 ging Sofiane Pamart auf Tour durch Lateinamerika: Peru, Dominikanische Republik, Kolumbien u. a. Hier hat er auch alle Stücke komponiert, die er einige Monate später in seiner dritten CD, Noche, veröffentlichte.
Im Anschluss an seine Vorbereitungen auf die für das vierte Quartal 2023 und das erste Quartal 2024 in Europa und Nordamerika geplante Tournee gab Sofiane Pamart am 23. September 2023 in der Abtei Mont-Saint-Michel ein Startkonzert. Fünf Konzerte gab er daraufhin, vom 22. bis zum 25. Oktober 2023, im Pariser Olympia, dann ein Konzert am 5. November 2023 in der Elbphilharmonie (Hamburg), am 6. November 2023 im Teatro Victoria Eugenia (San Sebastian, Spanien), am 7. November 2023 im Teatro Principe Pìo (Madrid, Spanien), am 14. November 2023 im Theater Hybernia (Divadlo Hybernia, Prag, Tschechische Republik), am 16. November 2023 in der Philharmonie Berlin u. a.
Am 16. Februar 2024 erschien Dreamers, eine in Zusammenarbeit mit dem monegassischen Automobilrennfahrer Charles Leclerc komponierte EP und am  14. Juni 2024 Forever Friends, ein in Zusammenarbeit mit dem Techno-Musiker NTO komponiertes Album. 
Am 1. März 2024 startete Pamart seine Nordamerika-Tournee im Kessler Theater (Dallas, USA), am 2. März 2024 gefolgt von einem Konzert in der Central Presbyterian Church (Austin, USA), am 4. März 2024 in der City Winery (Atlanta, USA), am 5. März 2024 in der City Winery (Nashville, USA), am 7. März 2024 im Howard Theatre (Washington, D.C., USA), am 8. März 2024 im Center for Arts at the Armory (Somerville, USA) u. a.
Am 26. Juli 2024, bei der Eröffnungsfeier der Olympischen Sommerspiele 2024 in Paris, trat Sofiane Pamart an Bord einer Barke auf der Seine auf und begleitete die Sängerin Juliette Armanet an einem in Flammen stehenden Klavier, als diese das Lied Imagine von John Lennon vortrug.
Mit Erlass vom 12. April 2024 wurde Sofiane Pamart ab Winter 2024 zum Ritter des Ordens der Künste und der Literatur ernannt.
Am 27. Februar 2025 überreichte Martine Aubry, Bürgermeisterin von Lille, Sofiane Pamart die Goldmedaille der Stadt Lille.

## Diskografie

### Studioalben
| Jahr | Titel Musiklabel  | Höchstplatzierung, Gesamtwochen, AuszeichnungChartplatzierungen (Jahr, Titel, Musiklabel, Platzierungen, Wochen, Auszeichnungen, Anmerkungen) | Höchstplatzierung, Gesamtwochen, AuszeichnungChartplatzierungen (Jahr, Titel, Musiklabel, Platzierungen, Wochen, Auszeichnungen, Anmerkungen) | Höchstplatzierung, Gesamtwochen, AuszeichnungChartplatzierungen (Jahr, Titel, Musiklabel, Platzierungen, Wochen, Auszeichnungen, Anmerkungen) | Höchstplatzierung, Gesamtwochen, AuszeichnungChartplatzierungen (Jahr, Titel, Musiklabel, Platzierungen, Wochen, Auszeichnungen, Anmerkungen) | Höchstplatzierung, Gesamtwochen, AuszeichnungChartplatzierungen (Jahr, Titel, Musiklabel, Platzierungen, Wochen, Auszeichnungen, Anmerkungen) | Anmerkungen                                                 |
| Jahr | Titel Musiklabel  | DE | AT | CH | FR | BEW | Anmerkungen                                                 |
| ---- | ----------------- | --- | --- | --- | --- | --- | ----------------------------------------------------------- |
| 2019 | Planet PIAS       | — | — | — | FR62 Platin · (29 Wo.)FR | BEW64 (21 Wo.)BEW | Erstveröffentlichung: 22. November 2019 Verkäufe: + 100.000 |
| 2020 | Planet Gold PIAS  | — | — | — | FR88 (9 Wo.)FR | — | Erstveröffentlichung: 11. Dezember 2020                     |
| 2022 | Letter PIAS       | — | — | CH15 (3 Wo.)CH | FR8 Gold · (81 Wo.)FR | BEW5 (31 Wo.)BEW | Erstveröffentlichung: 11. Februar 2022 Verkäufe: + 50.000   |
| 2023 | Noche PIAS        | — | — | CH46 (1 Wo.)CH | FR4 Gold · (39 Wo.)FR | BEW14 (15 Wo.)BEW | Erstveröffentlichung: 20. Oktober 2023 Verkäufe: + 50.000   |
| 2024 | Noche Deluxe PIAS | — | — | — | FR76 (… Wo.)FR | — | Erstveröffentlichung: 18. Oktober 2024                      |

### Gemeinschaftsalben
| Jahr | Titel Musiklabel                               | Höchstplatzierung, Gesamtwochen, AuszeichnungChartplatzierungen (Jahr, Titel, Musiklabel, Platzierungen, Wochen, Auszeichnungen, Anmerkungen) | Höchstplatzierung, Gesamtwochen, AuszeichnungChartplatzierungen (Jahr, Titel, Musiklabel, Platzierungen, Wochen, Auszeichnungen, Anmerkungen) | Höchstplatzierung, Gesamtwochen, AuszeichnungChartplatzierungen (Jahr, Titel, Musiklabel, Platzierungen, Wochen, Auszeichnungen, Anmerkungen) | Höchstplatzierung, Gesamtwochen, AuszeichnungChartplatzierungen (Jahr, Titel, Musiklabel, Platzierungen, Wochen, Auszeichnungen, Anmerkungen) | Höchstplatzierung, Gesamtwochen, AuszeichnungChartplatzierungen (Jahr, Titel, Musiklabel, Platzierungen, Wochen, Auszeichnungen, Anmerkungen) | Anmerkungen                                                  |
| Jahr | Titel Musiklabel                               | DE | AT | CH | FR | BEW | Anmerkungen                                                  |
| ---- | ---------------------------------------------- | --- | --- | --- | --- | --- | ------------------------------------------------------------ |
| 2018 | Pleine Lune PIAS                               | — | — | — | FR83 (2 Wo.)FR | BEW16 (17 Wo.)BEW | Erstveröffentlichung: 12. Oktober 2018 mit Scylla            |
| 2019 | Pleine Lune 2 PIAS                             | — | — | — | FR104 (1 Wo.)FR | BEW36 (4 Wo.)BEW | Erstveröffentlichung: 25. Oktober 2019 mit Scylla            |
| 2021 | Vivre (Parce que – La Collection) PIAS         | — | — | CH65 (1 Wo.)CH | FR37 (7 Wo.)FR | BEW1 (68 Wo.)BEW | Erstveröffentlichung: 21. Mai 2021 Arno feat. Sofiane Pamart |
| 2021 | Loving Live Dabeull Records                    | — | — | — | — | — | Erstveröffentlichung: 17. Dezember 2021 mit Dabeull          |
| 2023 | Diamond Tears Selbstverlag                     | — | — | — | FR62 (29 Wo.)FR | BEW64 (21 Wo.)BEW | Erstveröffentlichung: 23. Juni 2023 mit YG Pablo             |
| 2024 | Dreamers Selbstverlag                          | DE12 (1 Wo.)DE | — | CH92 (1 Wo.)CH | — | — | Erstveröffentlichung: 16. Februar 2024 mit Charles Leclerc   |
| 2024 | Forever Friends Chapau / 88 Touches Production | — | — | CH71 (1 Wo.)CH | FR64 (2 Wo.)FR | — | Erstveröffentlichung: 14. Juni 2024 mit NTO                  |

### Singles
| Jahr | Titel Album                                | Höchstplatzierung, Gesamtwochen, AuszeichnungChartplatzierungen (Jahr, Titel, Album, Platzierungen, Wochen, Auszeichnungen, Anmerkungen) | Höchstplatzierung, Gesamtwochen, AuszeichnungChartplatzierungen (Jahr, Titel, Album, Platzierungen, Wochen, Auszeichnungen, Anmerkungen) | Höchstplatzierung, Gesamtwochen, AuszeichnungChartplatzierungen (Jahr, Titel, Album, Platzierungen, Wochen, Auszeichnungen, Anmerkungen) | Höchstplatzierung, Gesamtwochen, AuszeichnungChartplatzierungen (Jahr, Titel, Album, Platzierungen, Wochen, Auszeichnungen, Anmerkungen) | Höchstplatzierung, Gesamtwochen, AuszeichnungChartplatzierungen (Jahr, Titel, Album, Platzierungen, Wochen, Auszeichnungen, Anmerkungen) | Anmerkungen                                                             |
| Jahr | Titel Album                                | DE | AT | CH | FR | BEW | Anmerkungen                                                             |
| --- | ------------------------------------------ | --- | --- | --- | --- | --- | ----------------------------------------------------------------------- |
| 2022 | Vaccin M.A.N (Black Roses & Lost Feelings) | — | — | — | FR47 (1 Wo.)FR | — | Erstveröffentlichung: 17. März 2022 Josman feat. Sofiane Pamart         |
| 2023 | Tulum, México –                            | — | — | — | FR71 Gold · (4 Wo.)FR | — | Erstveröffentlichung: 24. Februar 2023 mit Josman                       |
| 2023 | 22h22 Diamond Tears                        | — | — | — | FR129 Gold · (2 Wo.)FR | — | Erstveröffentlichung: 22. Juni 2023 mit YG Pablo feat. Josman           |
| 2024 | Mélancolie criminelle –                    | — | — | — | FR142 (1 Wo.)FR | — | Erstveröffentlichung: 11. Januar 2024 mit Zamdane                       |
| 2024 | Tant pis Lifat Mat                         | — | — | — | FR97 (1 Wo.)FR | — | Erstveröffentlichung: 29. Februar 2024 Rim'K feat. Tif & Sofiane Pamart |
| Folgende Lieder erschienen nicht als Single, wurden aber durch das Album zum Download und Streaming bereitgestellt und konnten somit eine Platzierung erlangen: |                                            | | | | | |                                                                         |
| |                                            | | | | | |                                                                         |
| 2021 | Noir sur blanc Jeu de couleurs             | — | — | — | FR107 (1 Wo.)FR | — | Charteinstieg: 23. Januar 2021 Frenetik feat. Sofiane Pamart            |
| 2023 | Quand je serai grand Taulier               | — | — | — | FR168 (1 Wo.)FR | — | Niro feat. Sofiane Pamart                                               |
| 2024 | Pas une larme Chaque seconde               | — | — | — | FR102 (2 Wo.)FR | — | Pierre Garnier feat. Sofiane Pamart                                     |

Weitere Singles
- 2018: Le monde est à mes pieds (mit Scylla, FR: Gold)
- 2021: Alba (Bon Entendeur feat. Sofiane Pamart, FR: Gold)
- 2024: Shadow Of Tears (Trym x Sofiane Pamart)[40][41]

### Autorenbeteiligungen und Produktionen
Sofiane Pamart als Autor (A) und Produzent (P) in den Charts

| Jahr | Titel Interpretation                      | Höchstplatzierung, Gesamtwochen, AuszeichnungChartplatzierungen (Jahr, Titel, Interpretation, Platzierungen, Wochen, Auszeichnungen, Anmerkungen) | Höchstplatzierung, Gesamtwochen, AuszeichnungChartplatzierungen (Jahr, Titel, Interpretation, Platzierungen, Wochen, Auszeichnungen, Anmerkungen) | Höchstplatzierung, Gesamtwochen, AuszeichnungChartplatzierungen (Jahr, Titel, Interpretation, Platzierungen, Wochen, Auszeichnungen, Anmerkungen) | Höchstplatzierung, Gesamtwochen, AuszeichnungChartplatzierungen (Jahr, Titel, Interpretation, Platzierungen, Wochen, Auszeichnungen, Anmerkungen) | Höchstplatzierung, Gesamtwochen, AuszeichnungChartplatzierungen (Jahr, Titel, Interpretation, Platzierungen, Wochen, Auszeichnungen, Anmerkungen) | Anmerkungen                                                 |
| Jahr | Titel Interpretation                      | DE | AT | CH | FR | BEW | Anmerkungen                                                 |
| --- | ----------------------------------------- | --- | --- | --- | --- | --- | ----------------------------------------------------------- |
| 2019 | Megatron A Laylow                         | — | — | — | FR131 Gold · (1 Wo.)FR | — | Erstveröffentlichung: 11. Dezember 2019 Verkäufe: + 100.000 |
| 2020 | Poizon A Laylow                           | — | — | — | FR133 Gold · (1 Wo.)FR | — | Erstveröffentlichung: 24. Februar 2020 Verkäufe: + 100.000  |
| 2021 | Booster A, P Larry                        | — | — | — | FR130 (2 Wo.)FR | — | Erstveröffentlichung: 26. März 2021                         |
| 2021 | Stuntmen A Laylow feat. Alpha Wann & Wit. | — | — | — | FR26 Gold · (6 Wo.)FR | — | Erstveröffentlichung: 15. Juni 2021 Verkäufe: + 100.000     |
| 2021 | L’impasse A Da Uzi                        | — | — | — | FR97 (2 Wo.)FR | — | Erstveröffentlichung: 1. Juli 2021                          |
| Folgende Lieder erschienen nicht als Single, wurden aber durch das Album zum Download und Streaming bereitgestellt und konnten somit eine Platzierung erlangen: |                                           | | | | | |                                                             |
| |                                           | | | | | |                                                             |
| 2019 | Matin A, P Koba LaD feat. Maes            | — | — | — | FR23 Platin · (26 Wo.)FR | — | Charteinstieg: 27. April 2019 Verkäufe: + 200.000           |
| 2020 | Logiciel triste A Laylow                  | — | — | — | FR162 (1 Wo.)FR | — | Charteinstieg: 29. Februar 2020                             |
| 2020 | Nakré A Laylow                            | — | — | — | FR181 (1 Wo.)FR | — | Charteinstieg: 29. Februar 2020                             |
| 2020 | Papillon A Zola                           | — | — | CH81 (1 Wo.)CH | FR6 Gold · (4 Wo.)FR | — | Charteinstieg: 21. November 2021 Verkäufe: + 100.000        |
| 2020 | 93 mesures A Dinos                        | — | — | — | FR14 Gold · (3 Wo.)FR | — | Charteinstieg: 28. November 2021 Verkäufe: + 100.000        |
| 2021 | Ciné Club A Dioscures feat. Laylow        | — | — | — | FR124 (1 Wo.)FR | — | Charteinstieg: 6. Februar 2021                              |
| 2021 | Parano A Sch                              | — | — | — | FR9 Gold · (7 Wo.)FR | — | Charteinstieg: 20. März 2021 Verkäufe: + 100.000            |
| 2021 | Iverson A Laylow                          | — | — | — | FR14 Platin · (16 Wo.)FR | — | Charteinstieg: 17. Juli 2021 Verkäufe: + 200.000            |
| 2021 | Voir le monde brûler A Laylow             | — | — | — | FR27 Gold · (3 Wo.)FR | — | Charteinstieg: 17. Juli 2021 Verkäufe: + 100.000            |
| 2021 | Une histoire étrange A Laylow             | — | — | — | FR31 Platin · (7 Wo.)FR | — | Charteinstieg: 17. Juli 2021 Verkäufe: + 200.000            |
| 2021 | Danse lugubre A Da Uzi                    | — | — | — | FR179 (1 Wo.)FR | — | Charteinstieg: 24. Juli 2021                                |
| 2021 | Journée A, P Niska feat. Tiakola          | — | — | — | FR70 Gold · (3 Wo.)FR | — | Charteinstieg: 13. November 2021 Verkäufe: + 100.000        |
| 2022 | Brûle A Josman feat. Laylow               | — | — | CH87 (1 Wo.)CH | FR6 Gold · (8 Wo.)FR | BEW45 (1 Wo.)BEW | Charteinstieg: 19. März 2022 Verkäufe: + 100.000            |
| 2023 | Rich Music A Josman                       | — | — | — | FR59 (2 Wo.)FR | — | Charteinstieg: 28. Oktober 2023                             |

## Auszeichnungen für Musikverkäufe
Anmerkung: Auszeichnungen in Ländern aus den Charttabellen bzw. Chartboxen sind in ebendiesen zu finden.
| Land/RegionAuszeichnungen für Musikverkäufe (Land/Region, Auszeichnungen, Verkäufe, Quellen) | Gold       | Platin     | Verkäufe  | Quellen         |
| -------------------------------------------------------------------------------------------- | ---------- | ---------- | --------- | --------------- |
| Frankreich (SNEP)                                                                            | 15× Gold15 | 4× Platin4 | 2.150.000 | snepmusique.com |
| Insgesamt                                                                                    | 15× Gold15 | 4× Platin4 |           |                 |